# Плавецу
Плавецу (рум. Plavățu) — село у повіті Бузеу в Румунії. Входить до складу комуни Минзелешть.
Село розташоване на відстані 129 км на північ від Бухареста, 44 км на північ від Бузеу, 107 км на захід від Галаца, 82 км на схід від Брашова.

## Населення
За даними перепису населення 2002 року у селі проживали 130 осіб, усі — румуни. Усі жителі села рідною мовою назвали румунську.